# Tina Desai
Tina Desai, född 24 februari 1987 i Bangalore, Indien, är en indisk skådespelerska och modell.

## Filmografi
| År    | Film                                  | Roll           | Språk    | Noteringar               |
| ----- | ------------------------------------- | -------------- | -------- | ------------------------ |
| 2011  | Yeh Faasley                           | Arunima D. Dua | Hindi    |                          |
| 2011  | Sahi Dhandhe Galat Bande              | Neha Sharma    | Hindi    |                          |
| 2012  | Cocktail                              | Servitris      | Hindi    | Cameo                    |
| 2012  | The Best Exotic Marigold Hotel        | Sunaina        | Engelska |                          |
| 2013  | Table No.21                           | Siya Agasthi   | Hindi    |                          |
| 2014  | Dussehra                              | Aditi Singh    | Hindi    |                          |
| 2015  | The Second Best Exotic Marigold Hotel | Sunaina        | Engelska |                          |
| 2015– | Sense8                                | Kala Dandekar  | Engelska | Originalserie på Netflix |
| 2015  | Sharafat Gayi Tel Lene                | Megha          | Hindi    |                          |